# DN79B
DN79B este un drum național de 14 km lungime care face legătura între DN79 (Salonta) și granița cu Ungaria (vama Salonta/Méhkerék).